# Arizelocichla milanjensis
El bulbul de las Milanji (Arizelocichla milanjensis) es una especie de ave paseriforme de la familia Pycnonotidae endémica de las montañas del sureste de África.

## Taxonomía
Fue descrito científicamente en el género Xenocichla. Posteriormente fue trasladado al género Andropadus. En 2007 se reclasificó para incluirlo el recién reinstaurado género Arizelocichla.

## Distribución
Se encuentra en los bosques de las montañas que hay entre Zimbabue, Mozambique y el extremo sur de Malaui.